# Euksenit
Euksenit – minerał z gromady tlenków. Nazwa pochodzi z języka greckiego i znaczy "przyjazny dla obcych", gdyż w jego strukturze może występować zamiennie wiele różnych pierwiastków chemicznych.

## Charakterystyka
Euksenit jest półprzezroczystym lub nieprzezroczystym minerałem o brązowej, brązowoczarnej, czarnej lub żółtawej barwie. Krystalizuje w układzie rombowym, w formie graniastosłupów, tabliczek, agregatów wachlarzowych i skupień ziarnistych. Połysk tłusty, półmetaliczny. Jest ciężkim minerałem - waży 4,6-5,9 razy więcej niż taka sama ilość wody w temperaturze pokojowej. Średnio twardy - 5,5-6,5 w skali Mohsa.
W składzie euksenitu jako główne pierwiastki występują niob, tantal, itr i tlen. Oprócz nich również wapń, cer, tytan, tor i uran.

## Występowanie
Występuje w pegmatytach. Towarzyszą mu  beryl, cyrkon, ilmenit, magnetyti monacyt. Można go znaleźć w Australii, Brazylii, Finlandii, Kanadzie, na Madagaskarze, w Norwegii, Szwecji i Stanach Zjednoczonych.

## Zastosowanie
- ruda pierwiastków ziem rzadkich;
- w jubilerstwie.